# 2023年のフランス
2023年のフランス （2023ねんのフランス）では、2023年のフランスに関する出来事について記述する。

## 国家元首等
- 共和国大統領
  - 第25代: エマニュエル・マクロン （再生、2017年5月14日 - ）
- 首相
  - 第25代: エリザベット・ボルヌ （再生、2022年5月16日 - ）

## できごと

### 通年
- フランスにおける2019年コロナウイルス感染症の流行状況

### 1月

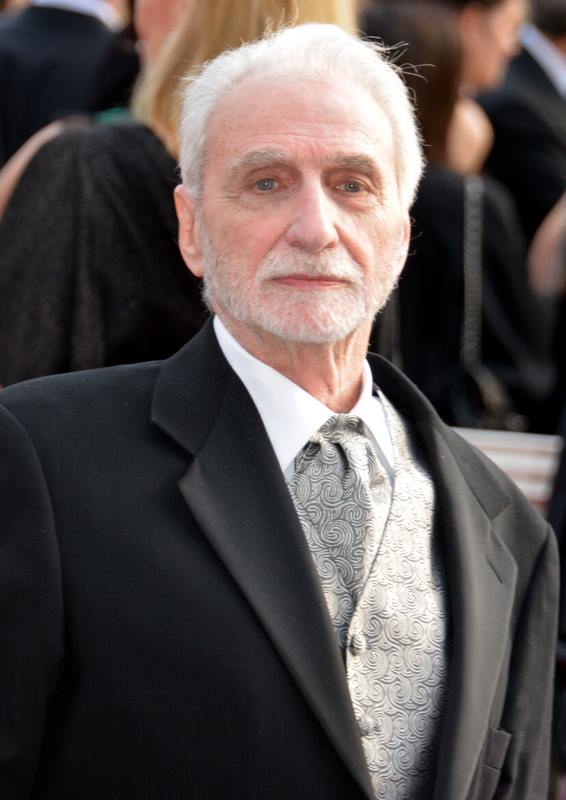
ポール・ヴェキアリ

- 1月1日 - ファストフード店で使い捨て容器や皿、コップなどの使用を禁止する法律が施行[1]。
- 1月9日 - サッカーフランス代表のゴールキーパーで、歴代最多出場記録を持つウーゴ・ロリスが代表引退を表明[2]。
- 1月10日 - エリザベット・ボルヌ内閣が2023年の年金改革計画（英語版）を発表。
- 1月11日 - パリ北駅で男が利用者を襲撃し、6人が負傷[3]。
- 1月17日 - 存命中の世界最高齢で、確かな証拠の残る世界歴代4番目に高齢のリュシル・ランドンが118歳340日で死去[4]。
- 1月19日
  - 2023 フランスの年金改革ストライキが開始
  - NBA・シカゴ・ブルズ対デトロイト・ピストンズの公式戦がパリのベルシー・アレナで開催。フランスでの開催は3年ぶり[5]。

### 2月
- 2月10日 - コメディアンで俳優のピエール・パルマード（英語版）が自動車事故を起こし、巻き込まれた女性の胎児が亡くなった。パルマードからコカインが検出された[6]。
- 2月22日 - ヌーヴェル＝アキテーヌ地域圏サン＝ジャン＝ド＝リュズの高校で男子生徒が女性教師を刺殺[7]。
- 2月24日 - 第48回セザール賞（英語版）
- 2月27日 - ザ・ベスト・FIFAフットボールアウォーズの2022年の男子年間最優秀選手賞の投票で2位がキリアン・エムバペ、3位がカリム・ベンゼマだった[8]。

### 3月
- 3月4日 - オーヴェルニュ＝ローヌ＝アルプ地域圏イゼール県コープス（英語版）で小学生を乗せたバスが斜面に転落し、21人が負傷[9]。
- 3月20日 - エリザベット・ボルヌ内閣に対する不信任決議案が提出され、わずか9票差で否決された[10]。

### 4月
- 4月2日 - パリでの電動キックボードのシェアリングサービスを継続するかを問う住民投票が行われ、反対が90％近くに上ったため、同年8月31日で事業者との契約を打ち切る見込みとなった[11]。
- 4月5日～7日 - マクロン大統領と習近平の首脳会談
- 4月9日
  - マルセイユの集合住宅が崩落し、8人が行方不明、5人が負傷[12]。
  - モンブランに近いアルマンセット氷河で雪崩が発生し、少なくとも4人死亡[13]。
- 4月15日 - マクロン大統領は年金制度改革法案に署名、同法が成立[14]。
- 4月27日 - ピレネーゾリアンタル県リヴザルトのアグリ川（英語版）が干ばつの影響で川底が露呈[15]。
- 4月30日 - 2023 年フランス領ポリネシア議会選挙（英語版）

### 5月

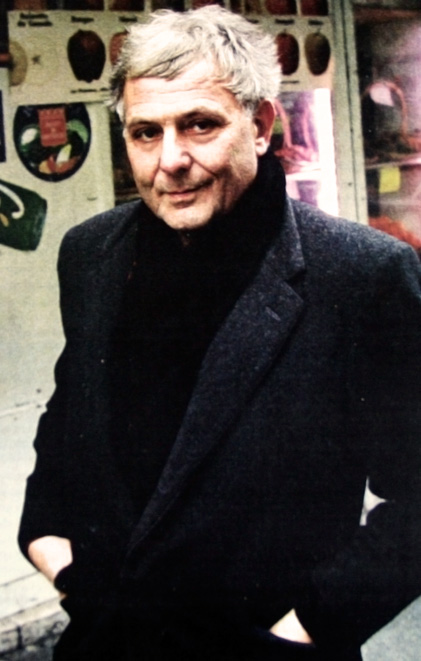
フィリップ・ソレルス

- 5月16日 - 第76回カンヌ国際映画祭
- 5月21日 - マルセイユで銃乱射事件が発生し、3人が死亡[16]。
- 5月23日 - 鉄道で2時間半以内の代替移動手段がある場合、飛行機の国内線での移動を禁止する法律が成立。パリ＝オルリー空港と、ナント、リヨン、ボルドーの3都市を結ぶ便が対象となる[17]。
- 5月27日 - リーグ・アン2022-2023第37節でパリ・サンジェルマンFCが2年連続11度目の優勝。11度の優勝は、10度のASサンテティエンヌを抜いて歴代単独最多となった[18]。
- 5月28日～6月11日 - 2023年全仏オープン（英語版）

### 6月
- 6月4日 - リーグ・アン2022-2023の全日程が終了し、翌シーズンからのチーム数の減少に伴い、AJオセール、ACアジャクシオ、トロワAC、アンジェSCOの4チームが降格。
- 6月7日 - サッカーフランス代表のカリム・ベンゼマとエンゴロ・カンテがアル・イテハド（ サウジアラビア）へ移籍[19]。
- 6月8日 - オーヴェルニュ＝ローヌ＝アルプ地域圏アヌシーの公園で、刃物を持った難民の男が幼児などを刃物で襲撃し、6人が負傷[20]。
- 6月9日 - IAAFゴールデンリーグのパリ大会（ミーティングアレヴァ）で、ラメチャ・ギルマ（英語版）が男子3000メートル障害で世界新記録（英語版）、フェイス・キピエゴンが女子5000メートル競走で14分05秒20の世界新記録（英語版）を達成[21]。
- 6月17日 - フランス西部でM5.8の地震があり、シャラント・マリティーム県などの多くの建物が被害を受けた[22]。
- 6月21日 - パリの中心部でガス漏れが原因と見られる爆発が発生し、2人が行方不明、37人が負傷[23]。
- 6月27日 - パリ郊外のナンテールで17歳の男性が警察により射殺され、その後警察への抗議運動が全国各地で発生[24]。

### 7月

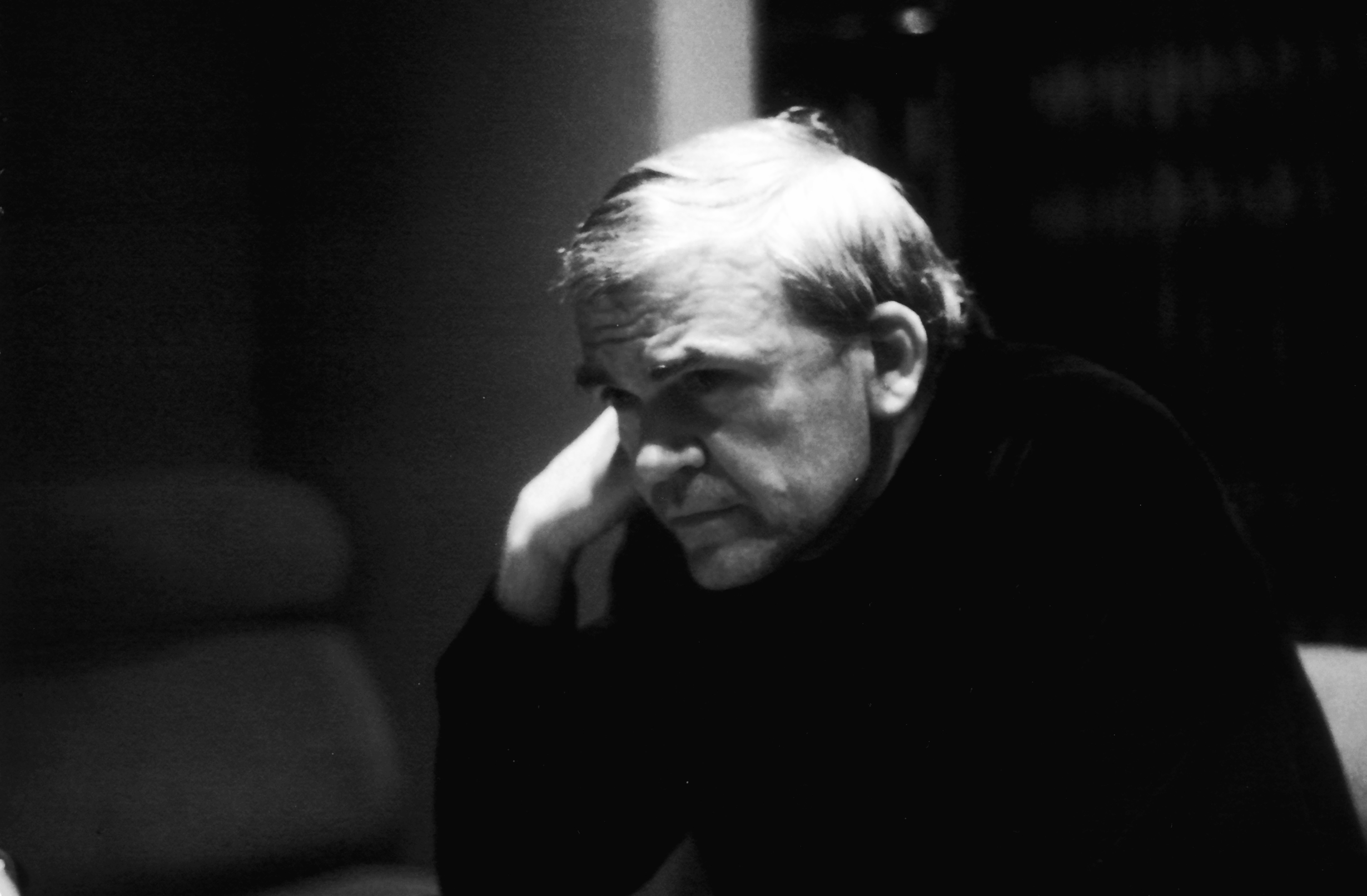
ミラン・クンデラ

- 7月1日-23日 - ツール・ド・フランス2023
  - 総合優勝はヨナス・ヴィンゲゴー（ デンマーク）[25]。
  - フランス人の最上位はダヴィド・ゴデュ（グルパマ・FDJ）の9位
  - 第8・9・15ステージで観客の妨害行為により転倒事故が発生[26][27]。
- 7月20日 - マクロン大統領はエリザベット・ボルヌ内閣の改造を発表[28]。
- 7月23日
  - 2023年世界水泳選手権でレオン・マルシャンが男子400メートル個人メドレーで４分2秒50の世界新記録（英語版）で優勝[29]。
  - 2023年FIVB男子バレーボールネーションズリーグの準々決勝でフランス代表がアメリカ代表に敗れた。
  - FIBA U19女子バスケットボール・ワールドカップ（英語版）の3位決定戦でフランス代表がカナダ代表に敗れて4位となった。

### 8月
- 8月1日
  - パリ中心部のピアジェで白昼に強盗事件が発生し、被害総額が1000～1500万ユーロであった[30]。
  - 循環経済法（英語版）の施行により、店舗などで発行される紙のレシートが原則として廃止。顧客から要望された場合には発行しなければならない[31]。
- 8月2日
  - 2023 FIFA女子ワールドカップの準々決勝でフランス代表がオーストラリア代表にPK戦の末に敗れて敗退となった[32]。
  - サッカーイタリア代表歴代最多出場記録を持つジャンルイジ・ブッフォンが現役引退を表明[33]。
- 8月3日 - ロンバルディア州ヴィッジュでエンリコ・ブッティによる約150年前の彫像「Domina」がドイツ人観光客によって破壊された[34]。
- 8月9日 - オー＝ラン県コルマール近郊のヴィンツェンハイム（英語版）の宿泊施設で火災があり、障害者など11人が死亡[35]。(仏語版)
- 8月27日 - ガブリエル・アタル教育相が新年度から公立学校でのアバヤの着用禁止を発表[36]。

### 9月
- 9月2日 - 2023年FIBAバスケットボール・ワールドカップでフランス代表は決勝トーナメントに進出できず、18位となった[37]。
- 9月8日 - ラグビーワールドカップ2023開幕（10月28日まで）。
- 9月24日
  - 2023年フランス上院議員選挙（英語版）(元老院)[38]。
  - マクロン大統領はクーデターの起きたニジェールからの外交官、駐留フランス軍の撤収を発表[39]。

### 10月
- 10月1日 - パリのロンシャン競馬場で凱旋門賞が行われ、エースインパクト（騎手クリスチャン・デムーロ）が制した[40]。
- 10月3日 - ピエール・アゴスティーニとアンヌ・リュイリエがフェレンツ・クラウス（ ハンガリー）と共にノーベル物理学賞を受賞[41]。
- 10月12日 - 政府はパレスチナを支持するデモの全面禁止を発表[42]。
- 10月13日 - パ＝ド＝カレー県アラスの高校でナイフによる襲撃事件があり、教師1人が死亡、2人が重傷[43]。
- 10月15日 - スタッド・ド・フランスで開催されたラグビーワールドカップ2023の準々決勝でラグビーフランス代表がラグビー南アフリカ共和国代表にスコア28-29で敗れた[44]。
- 10月30日～11月5日 - ATPツアー・マスターズ1000・2023年パリ・マスターズ（英語版）

### 11月
- 11月3日～5日 - 2023/2024 ISUグランプリシリーズ第3戦の2023年フランスグランプリ（アンジェアイスパルク（英語版））
  - 男子シングルでアダム・シャオ・イム・ファが2年連続で優勝[45]。
- 11月3日～5日 - モンペリエで2023年ヨーロッパ柔道選手権大会（英語版）が開催
- 11月20日 - バ＝ラン県ストラスブールで隕石と見られる直径50センチメートルの岩が落下[46]。
- 11月29日 - オーレリアン・ルソー（英語版）保健相が国内のビーチ、公園、森林、学校付近での喫煙を禁止する計画を発表[47]。

### 12月
- 12月2日
  - リーグアン・FCナントのサポーターがOGCニースのサポーターに試合前に殺害される事件が発生[48]。
  - パリの中心部でイスラム過激主義者によって通行人が刃物で襲撃され、1人が死亡、2人が負傷[49]。
- 12月9日 - 2023/2024 ISUグランプリファイナルの男子シングルでフランスからアダム・シャオ・イム・ファとケヴィン・エイモズが出場。
- 12月11日 - ベルリンとパリを結ぶ寝台列車が9年ぶりに運行[50]。
- 12月16日 - ミスフランス2024（英語版）でイブ・ジル（英語版）がショートヘアとしては異例の優勝[51]。
- 12月19日 - オーレリアン・ルソー（英語版）保健相が移民規制強化の法律が可決したことに抗議して辞任[52]。

## 周年
- 1月11日 - フランスと ベルギーによるルール占領から100年。
- 7月11日 - ヴァリグ・ブラジル航空820便墜落事故でオルリー空港付近で124人が死亡してから50年。
- 7月12日 - 1998 FIFAワールドカップでのサッカーフランス代表の初優勝から25年。

## 死去

### 1月
- 1月1日 - ジャック・セレ（英語版）：俳優、演出家（* 1928年）
- 1月4日 - ミシェル・フェルテ：レーシングドライバー（* 1958年）
- 1月9日 - マックス・シャンタル（英語版）：ラグビーフランス代表（* 1958年）
- 1月10日 - ピエール・ドルシーニ（英語版）：サッカー選手 (FW)、監督（* 1934年）
- 1月16日 - ピエール・ダノス（英語版）：ラグビーフランス代表（* 1929年）
- 1月17日
  - リュシル・ランドン：スーパーセンテナリアン（* 1904年）
  - ジャン＝クロード・マルティ（英語版）：ラグビーフランス代表（* 1943年）
- 1月18日 - ポール・ヴェキアリ：映画監督、脚本家（* 1930年）
- 1月19日 - ジル・ベイヤー：フィギュアスケート選手、コーチ、1978年にフランスフィギュアスケート選手権優勝（* 1958年）
- 1月23日 - セルジュ・ラジェ（英語版）：ボードゲーム『メア・ノストラム』（我らが海）の考案者（* 1959年）
- 1月28日
  - ジェラール・カイヨー（英語版）：俳優、演出家（* 1946年）
  - アダマ・ニアヌ（英語版）：俳優（* 1966年）
- 1月29日 - ガブリエル・タッキーノ：ピアニスト（* 1934年）

### 2月

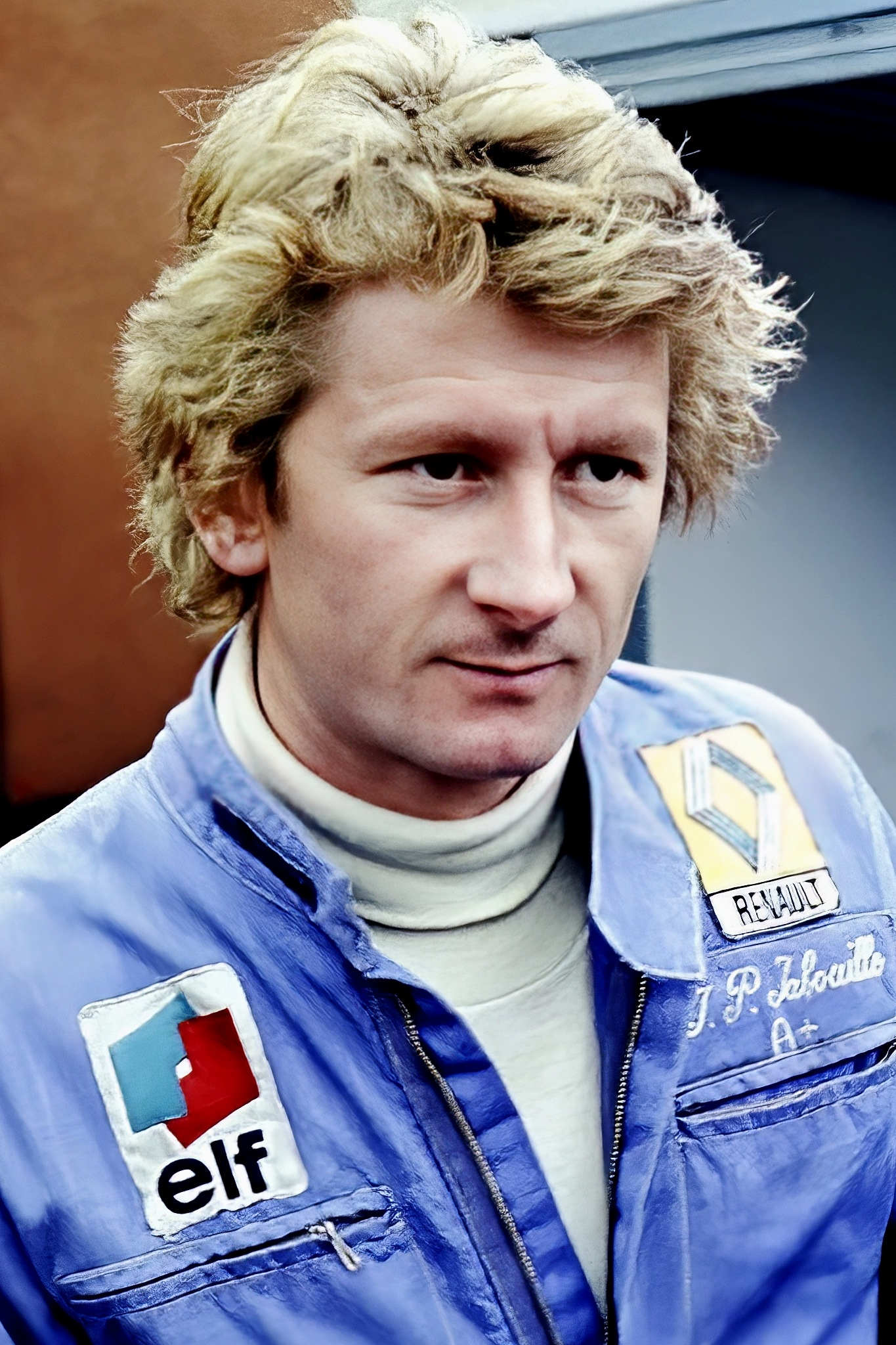
ジャン＝ピエール・ジャブイーユ

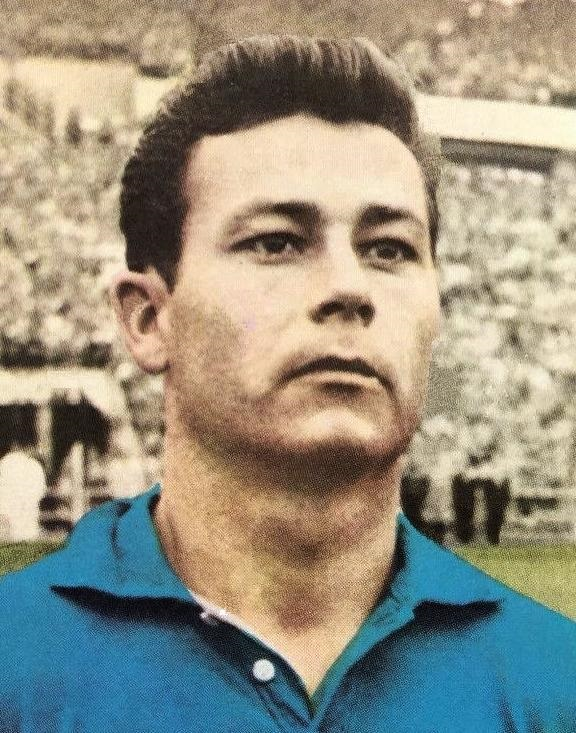
ジュスト・フォンテーヌ

- 2月1日 - ルネ・シェレール：哲学者（* 1922年）
- 2月2日 - ジャン＝ピエール・ジャブイーユ：レーシングドライバー（* 1942年）
- 2月8日 - ジュスト・フォンテーヌ：サッカー選手 (FW)、1958 FIFAワールドカップで13得点（* 1933年）
- 2月12日 - フィリップ・ロペス＝キュルヴァル（英語版）：映画監督、脚本家（* 1951年）
- 2月13日 - アラン・ゴラゲール：ジャズピアニスト、作曲家、編曲家（* 1931年）
- 2月16日 - ミシェル・ドヴィル：脚本家、映画監督（* 1932年）
- 2月17日 - ジェニー・クレーヴ（英語版）：女優（* 1930年）

### 3月
- 3月6日 - ジェラール・ペリソン（英語版）：実業家、アコーホテルズ共同創業者（* 1932年）
- 3月8日 - マルセル・アモン（英語版）：歌手（* 1929年）

### 4月

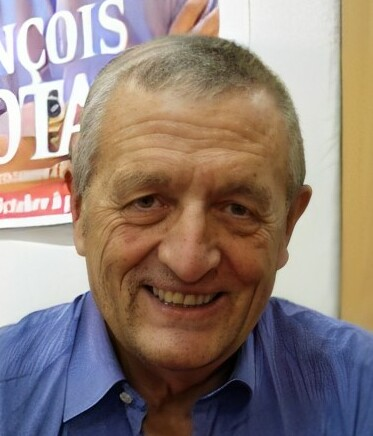
フランソワ・レオタール

- 4月25日 - フランソワ・レオタール：政治家、弁護士（* 1942年）

### 5月
- 5月2日 - ベルナール・ラパセ（英語版）：ラグビー選手、ワールドラグビー理事長（* 1947年）
- 5月5日 - フィリップ・ソレルス：小説家（* 1936年）
- 5月9日 - アルマン・ソルディン（英語版）：ジャーナリスト（* 1991年）

### 6月

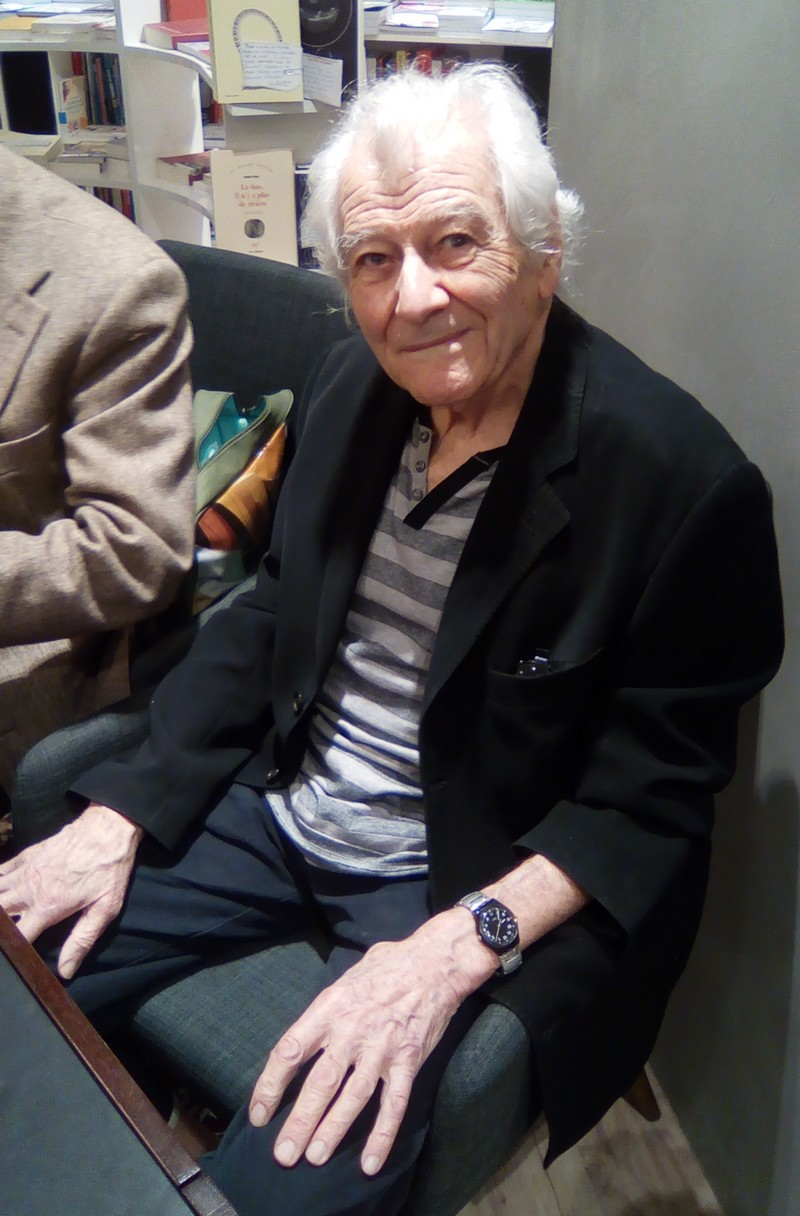
ジャック・ロジエ

- 6月2日 - ジャック・ロジエ：映画監督（* 1926年）
- 6月6日 - フランソワーズ・ジロー（英語版）：画家（* 1921年）
- 6月9日 - アラン・トゥーレーヌ：社会学者（* 1925年）
- 6月18日 - ポールアンリ・ナルジョレ（英語版）：探検家（* 1946年）

### 7月
- 7月3日 - レオン・ゴーティエ（英語版）：ノルマンディー上陸作戦の最後の生存者（* 1922年）
- 7月4日 - ジョルジュ・ベレタ：サッカーフランス代表（* 1946年）
- 7月9日 - アラン・ブザンソン（英語版）：歴史家（* 1932年）
- 7月11日 - ミラン・クンデラ：チェコスロバキア出身の作家（* 1929年）
- 7月16日 - ジェーン・バーキン：イギリス出身の女優、歌手、バーキンバッグ（英語版）（* 1946年）
- 7月17日 - ロベール・ブジンスキー（英語版）：サッカーフランス代表（* 1940年）

### 8月
- 8月20日 - ダニエル・コーエン（英語版）：経済学者（* 1953年）

### 9月
- 9月6日 - マルク・ボアン（英語版）：ファッションデザイナー（* 1926年）

### 10月
- 10月6日 - モーリス・ブルグ：オーボエ奏者、指揮者（* 1939年）
- 10月26日 - ガイ・カンベラベロ（英語版）：ラグビーフランス代表（* 1936年）
- 10月29日 - ルネ・エクスブライヤ（英語版）：（* 1947年）

### 11月

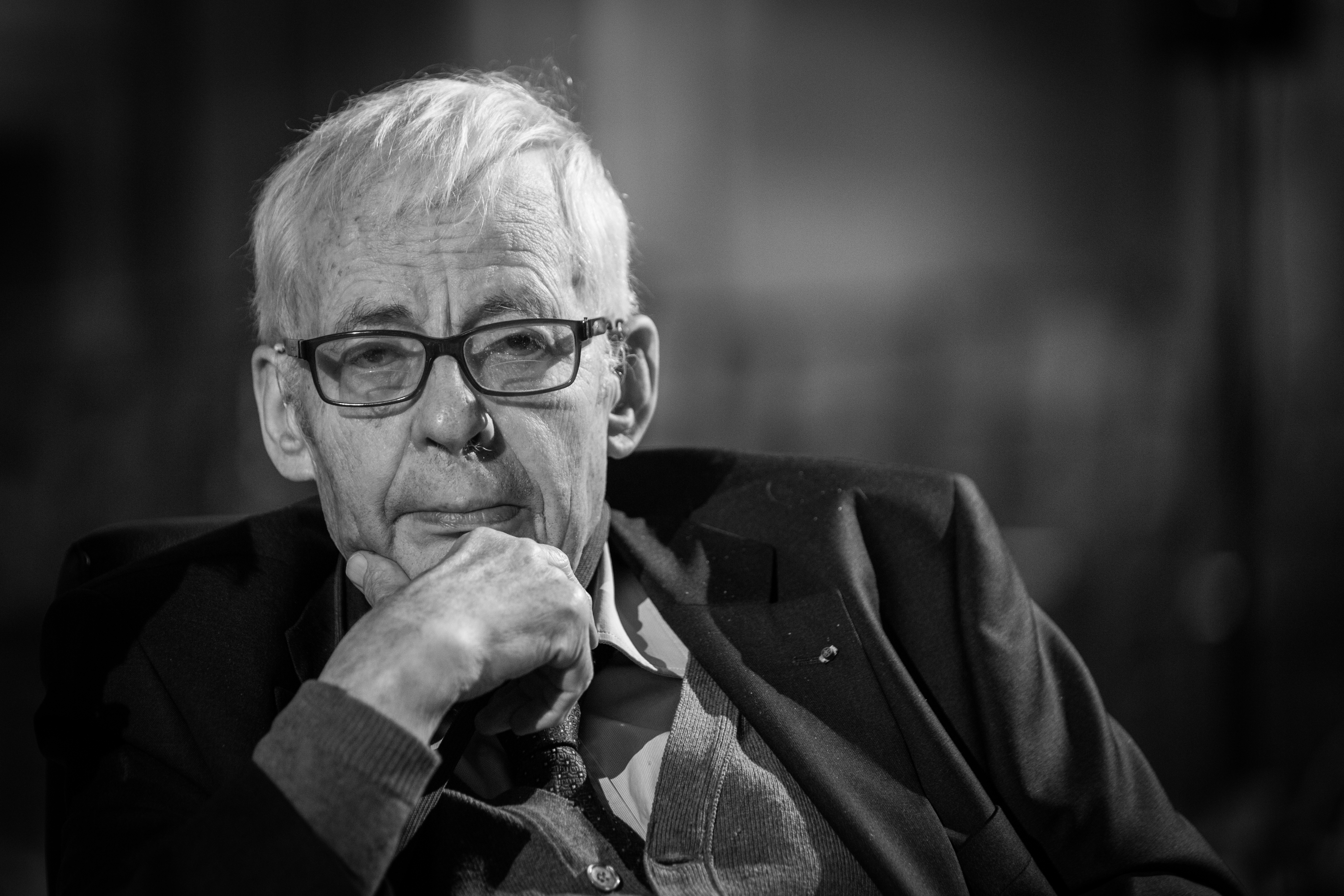
エマニュエル・ル・ロワ・ラデュリ

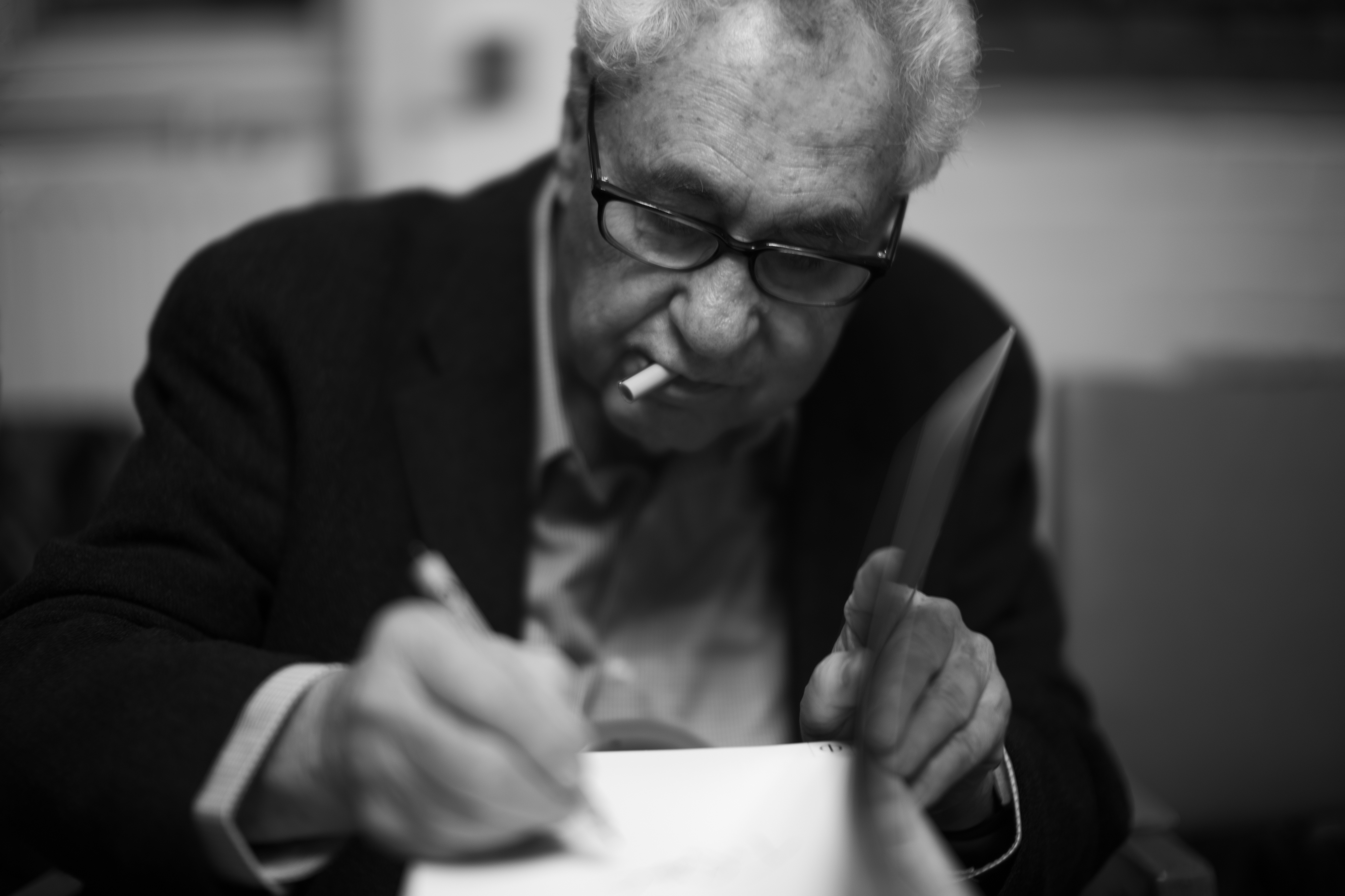
エリオット・アーウィット

- 11月17日 - アンリ・スタンブリ：サッカー選手 (GK)、監督（* 1961年）
- 11月19日 - コレット・マゼ（英語版）：ピアニスト（* 1914年）
- 11月22日
  - エマニュエル・ル・ロワ・ラデュリ：歴史家（* 1929年）
  - フランソワ・ミュジー：録音技師、2007・2016年にセザール賞受賞（* 1955年）
- 11月29日
  - エリオット・アーウィット：写真家、マグナム・フォトのメンバー（* 1928年）
  - ミシェル・リヴァジ：政治家（* 1955年）

### 12月
- 12月6日

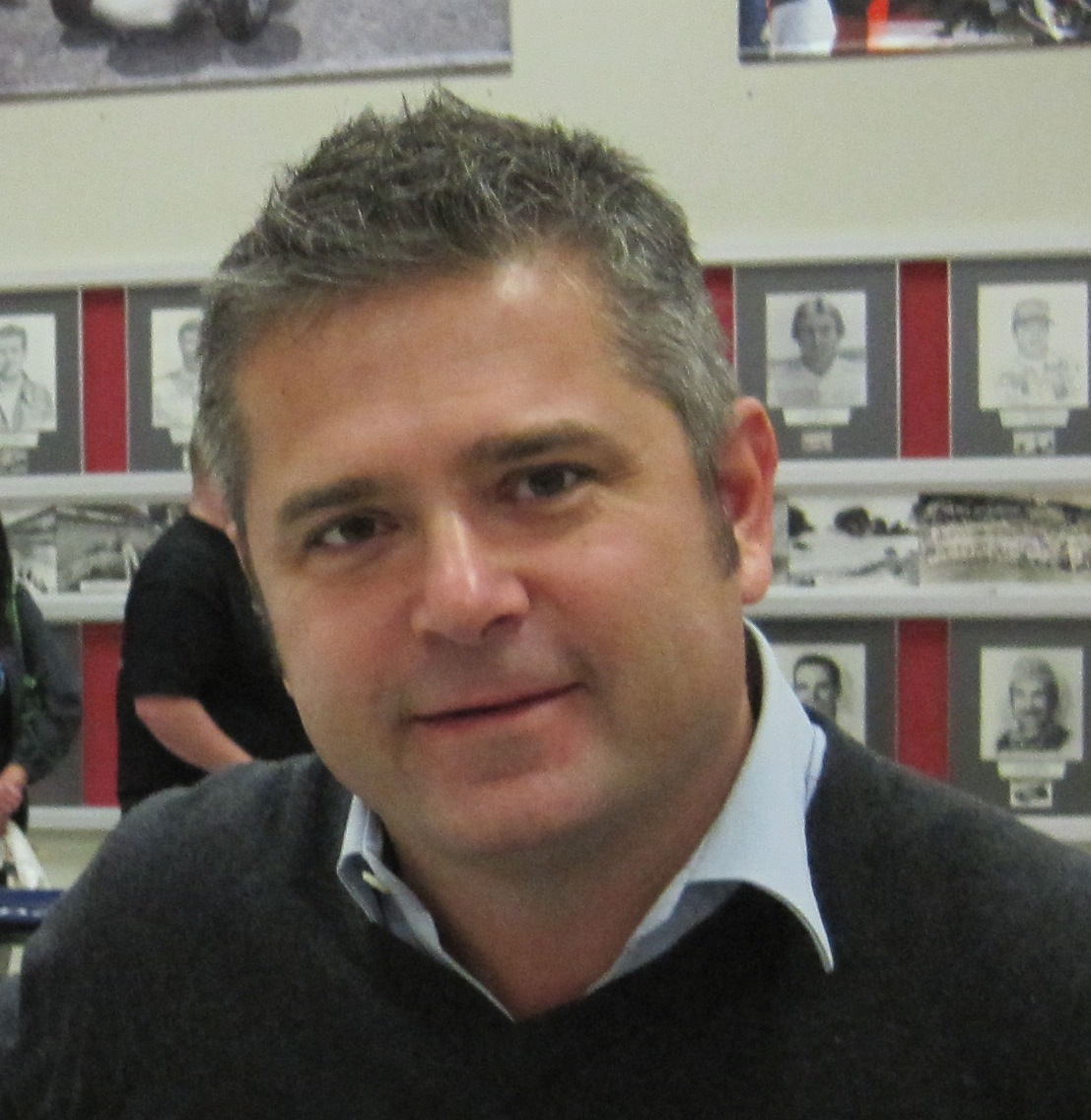
ジル・ド・フェラン

  - ミシェル・サルダビー：ジャズピアニスト（* 1935年）
  - エマニュエル・ドゥヴェール（英語版）：女優（* 1963年）
- 12月27日 - ジャック・ドロール：政治家、経済学者、第6代欧州委員会委員長（* 1925年）
- 12月29日 - ジル・ド・フェラン：レーシングドライバー、コンサルタント（* 1967年）